# Ronde van Oost-Java 2014
De Ronde van Oost-Java werd in 2014 voor de tiende keer gereden. De wedstrijd vond plaats op 6 en 7 september.

## Etappe-overzicht
| etappe | datum       | start            | eindstreep | afstand  | winnaar                | land  |
| ------ | ----------- | ---------------- | ---------- | -------- | ---------------------- | ----- |
| 1e     | 6 september | Sidoarjo         | Sidoarjo   | 133,8 km | Yasuharu Nakajima      | Japan |
| 2e     | 7 september | Pendopo Trowulan | Trawas     | 130,7 km | Ghader Mizbani Iranagh | Iran  |

## Eindklassement
| rang | renner                 | land       | tijd       |
| ---- | ---------------------- | ---------- | ---------- |
| 1    | Ghader Mizbani Iranagh | Iran       | 6u 45' 50" |
| 2    | John Ebsen             | Denemarken | + 33"      |
| 3    | Amir Kolahdozhagh      | Iran       | + 3'12"    |

2005 · 
2006 · 
2007 · 
2008 · 
2009 · 
2010 · 
2011 · 
2012 · 
2013 · 
2014